# Păstârnac

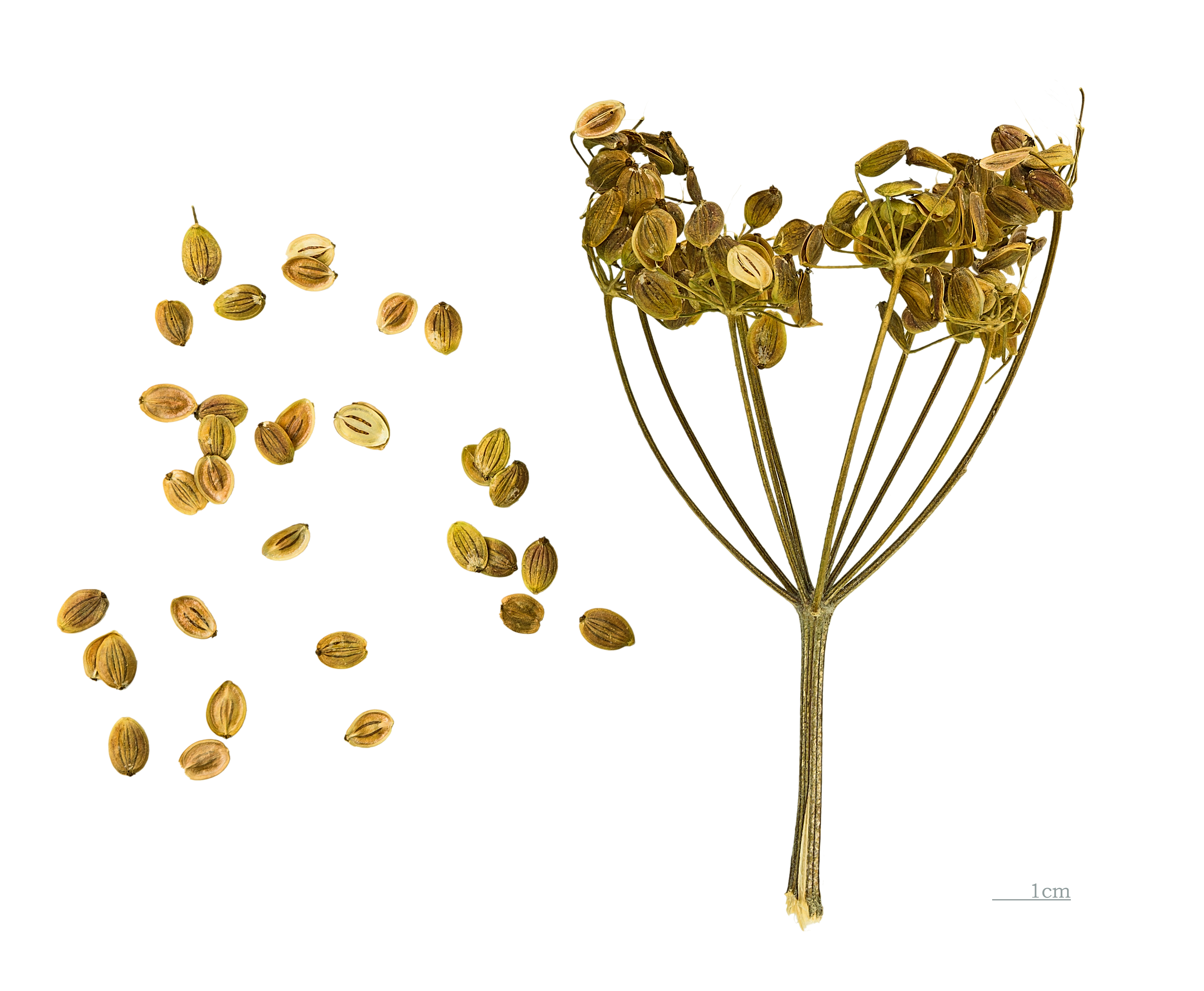
Pastinaca sativa

Păstârnacul sau albitura (lat. Pastinaca sativa) este o legumă care se cultivă pentru consumul de rădăcini, folosite drept condiment la prepararea mâncărurilor, deoarece sunt foarte aromate și bogate în vitaminele B1, B2 și C.
Este o plantă bianuală care formează în primul an de cultură partea comestibilă (rădăcina îngroșată) și rozeta de frunze, iar în anul al doilea își dezvoltă tulpina floriferă.
Păstârnacul are rădăcina simplă sau puțin ramificată, fusiformă, de culoare alb-murdar ori gălbuie, acoperită cu numeroase lenticele din cauza cărora rădăcina are un aspect neregulat. Pulpa este de culoare albă sau alb-gălbuie, suculentă și cu aromă specifică.
Frunzele sunt lucioase pe față și pufoase pe dos, fiind cu mult mai mari decât cele de pătrunjel și de morcov.